# Chulo (gmina)
Gmina Chulo (gruz. ხულო მუნიციპალიტეტი) – jednostka administracyjna adżarskiej republiki autonomicznej w Gruzji. Siedzibą gminy jest osiedle typu miejskiego Chulo. 

## Położenie
Gmina położona jest we wschodniej części Adżarii. 

## Ludność
Na podstawie danych statystycznych z 2024 roku gminę Chulo zamieszkuje 28 300 osób. 